# 斯特里河

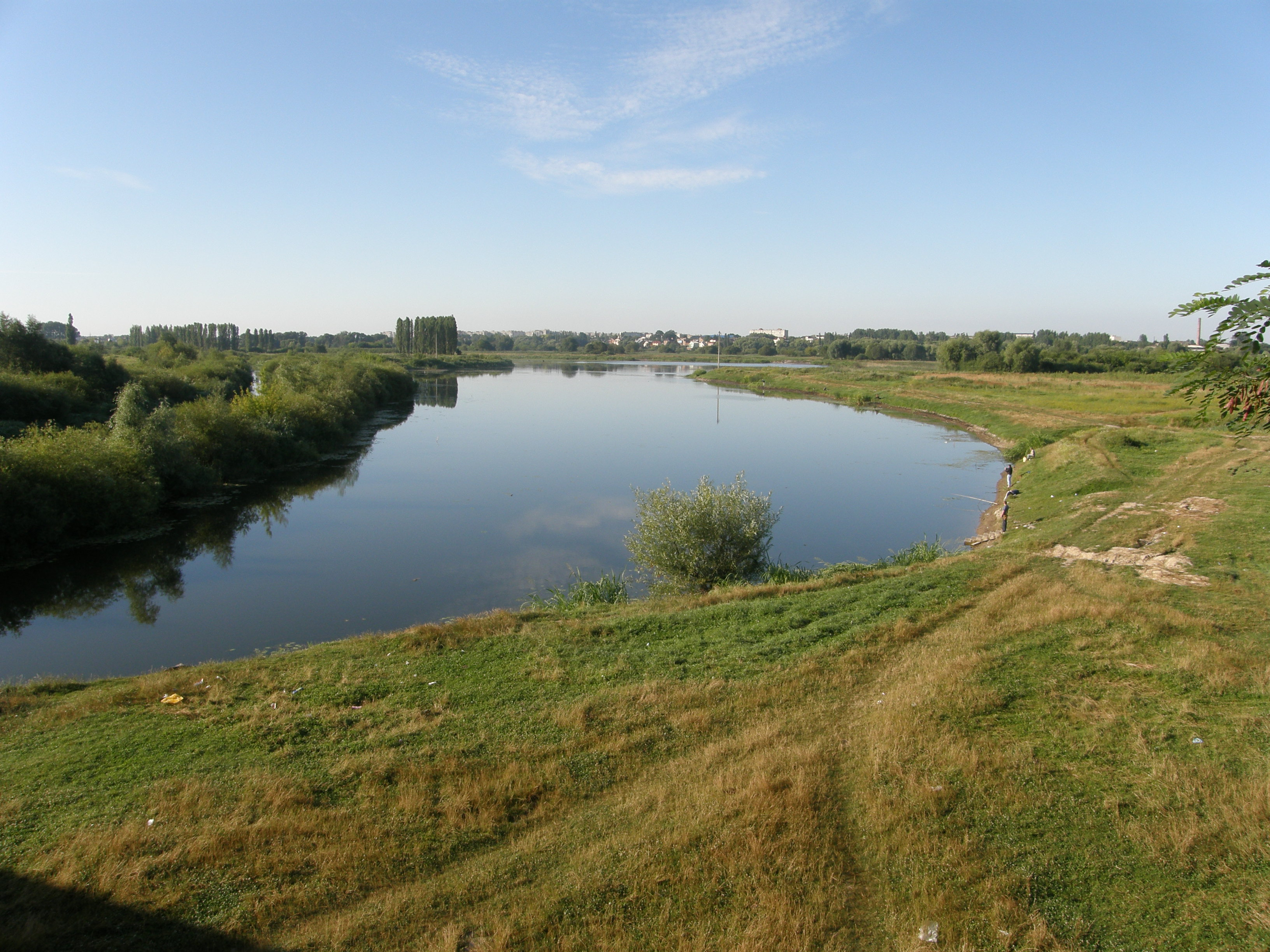
斯特里河

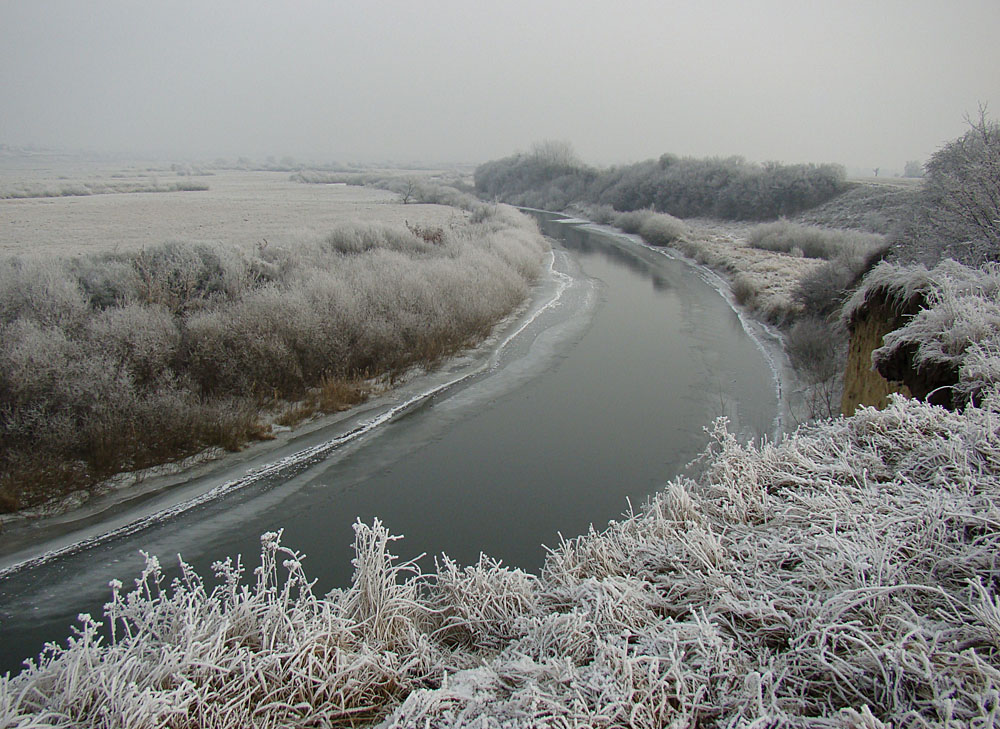
冬季局部結冰下的斯特里河

斯特里河（羅馬化：Styr）是烏克蘭的河流，屬於普里皮亞季河的右支流，河道全長494公里，流域面積13,100平方公里，河水主要來自融雪，每年十二月至翌年三月結冰。

## 沿岸聚落

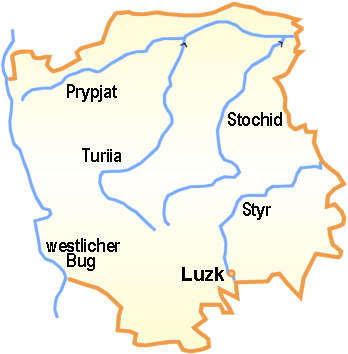
斯特里河位置

- 利維夫州
  - 波尼克瓦
  - 蘇霍多利
  - 波尼科維察
  - 斯坦尼斯拉夫奇克
  - 斯莫爾日夫
  - 斯特雷米利切
- 沃倫州
  - 貝雷斯泰奇科
- 里夫內州
  - 赫林尼基
  - 馬萊韋
  - 托爾霍維察
  - 博雷梅茨
- 沃倫州
  - 盧茨克

- 斯特里河位置

52°06′27″N 26°34′58″E / 52.1076°N 26.5829°E